# Piraty XX veka
Piraty XX veka (Пираты XX века) è un film del 1979 diretto da Boris Durov.

## Trama
Una nave da carico secca sovietica trasportava un grosso carico di oppio per l'industria farmaceutica. I pirati moderni hanno preso possesso della nave e dell'equipaggio. Inizia un'intensa lotta tra marinai e ladri.